# Элеонора де Вермандуа
Элеонора де Вермандуа (фр. Éléonore de Vermandois; 1148/1149 — 19/21 июня 1213) — последняя суверенная графиня Вермандуа и Валуа.

## Биография
Отец Элеоноры, сенешаль Франции Рауль I де Вермандуа был представителем боковой ветви Капетингов, внуком Генриха I и Анны Ярославны. Матерью её была Петронилла (Аликс), сестра королевы Алиеноры Аквитанской.
Графиня Элеонора была замужем по меньшей мере четыре раза:
- ок. 1160 года была обвенчана с Годфри Геннегауским, графом ван Остревант (ум. 1163)
- до 1167 года вступает в брак с Гильомом IV, графом Неверским (ум. 1168)
- ок. 1170 года выходит замуж за Матье Эльзасского, графа Булонского (ум. 1173)
- ок. 1177 года — в браке с Матье III, графом Бомона (ум. 1208), разведены 1192.

Предположительно, была также в 5-й раз замужем, за Этьеном II де Сансерр, сеньором Шатийона (ум. ок. 1252). Несмотря на свои многочисленные браки, Элеонора де Вермандуа была бездетной. Её старшая сестра, Елизавета, была замужем за графом Фландрии Филиппом Эльзасским. После её смерти Элеонора пожелала получить причитающуюся ей часть сестринского наследства, однако граф Филипп отказал ей в этом. Тогда на стороне Элеоноры выступил молодой французский король Филипп II Август, рассчитывавший после смерти бездетной графини унаследовать все её владения. Вследствие многолетней ожесточённой борьбы победа досталась королю Франции, и согласно миру в Бове (заключён в июле 1185) Фландрия потеряла часть спорных территорий. Элеонора получила во владение нижнее Валуа и Вермандуа — правда, без кастелянств Сен-Кантен, Перонн и Гам, отошедших к графу Фландрии.
После смерти графа Филиппа I (1 июня 1191 года), король Франции, согласно статьям Бовеского договора, берёт под свою опеку (фактически — во владение) Артуа. Тогда же он передаёт Элеоноре Сен-Кантен и Перонн, в оставшейся же части наследства отказывает. Согласно позднейшим урегулированиям и обменам территориями Элеонора передала королевскому домену Перонн и Амьенуа, получив взамен несколько кастелянств — Ориньи, Лассиньи и др.
Будучи глубоко верующей и благочестивой правительницей, Элеонора основывает аббатство Парк-о-Дам в Крепи. Она была почитательницей поэтического искусства и была вдохновительницей клирика Рено на авторство духовного «Романа о святой Женевьеве» (Roman de Sainte-Geneviève).
В 1213 году, не оставив наследников, в 60-летнем возрасте графиня Элеонора скончалась и была похоронена а Лонпонском аббатстве в Пикардии. В том же году король Филипп II Август окончательно присоединяет к своим владениям графства Вермандуа и Валуа.